# Operador pseudodiferencial
Um operador pseudo-diferencial é uma generalização do conceito de operador diferencial. É uma parte fundamental da teoria das equações diferenciais parciais. Os fundamentos da teoria foram desenvolvidos por Lars Hörmander.

## Motivação

### Operadores diferenciais lineares com coeficientes constantes
Seja o operador diferencial linear com coeficientes constantes
{\displaystyle P(D):=\sum _{\alpha }a_{\alpha }\,D^{\alpha }}
operando sobre o espaço das funções infinitamente contínuas com suporte compacto em {\displaystyle \mathbb {R} ^{n}}. Pode ser expresso como a composição de uma Transformada de Fourier, uma multiplicação com o polinômio
{\displaystyle P(\xi )=\sum _{\alpha }a_{\alpha }\,\xi ^{\alpha }}
e a transformada de Fourier inversa
{\displaystyle (1)\quad P(D)u(x)={\frac {1}{(2\pi )^{n}}}\int _{\mathbb {R} ^{n}}\int _{\mathbb {R} ^{n}}e^{i(x-y)\xi }P(\xi )u(y)dyd\xi },
sendo
{\displaystyle \alpha =(\alpha _{1},\dots ,\alpha _{n})\in \mathbb {N} _{0}^{n}}
um índice múltiplo,
{\displaystyle D^{\alpha }=(-i\partial _{1})^{\alpha _{1}}\dots (-i\partial _{n})^{\alpha _{n}}}
um operador diferencial, sendo
{\displaystyle \partial _{j}}
a derivada parcial em relação à j-ésima variável e
{\displaystyle a_{\alpha }\,} são números complexos.
De forma análoga um operador pseudo-diferencial {\displaystyle P(x,D)} sobre {\displaystyle \mathbb {R} ^{n}} é um operador da forma
{\displaystyle (2)\quad P(x,D)u(x)={\frac {1}{(2\pi )^{n}}}\int _{\mathbb {R} ^{n}}\int _{\mathbb {R} ^{n}}e^{i(x-y)\xi }P(x,\xi )u(y)dyd\xi },
com uma função generalizada {\displaystyle P} no integrando, como a seguir discutido.

#### Dedução da fórmula (1)
A transformada de Fourier de uma função infinitamente diferenciável
{\displaystyle u},
com suporte compacto em
{\displaystyle \mathbb {R} ^{n}}, é
{\displaystyle {\hat {u}}(\xi ):=\int e^{-iy\xi }u(y)dy}
e a transformada de Fourier inversa fornece
{\displaystyle u(x)={\frac {1}{(2\pi )^{n}}}\int e^{ix\xi }{\hat {u}}(\xi )d\xi ={\frac {1}{(2\pi )^{n}}}\int \int e^{i(x-y)\xi }u(y)dyd\xi } .
Aplicando {\displaystyle P(D)} sobre esta representação de {\displaystyle u} e utilizando
{\displaystyle P(D_{x})\,e^{i(x-y)\xi }=e^{i(x-y)\xi }\,P(\xi )}
resulta em (1).

### Representação de soluções de equações diferenciais parciais
A fim de resolver uma equação diferencial
{\displaystyle P(D)\,u=f}
é aplicada nos dois lados uma transformada de Fourier, resultando uma equação algébrica
{\displaystyle P(\xi )\,{\hat {u}}(\xi )={\hat {f}}(\xi )} .
Caso o símbolo
{\displaystyle P(\xi )}
não seja nulo para
{\displaystyle \xi \in \mathbb {R} ^{n}},
podemos dividir por
{\displaystyle P(\xi )}
{\displaystyle {\hat {u}}(\xi )={\frac {1}{P(\xi )}}{\hat {f}}(\xi )} .
Aplicando a transformada inversa obtemos a solução
{\displaystyle u(x)={\frac {1}{(2\pi )^{n}}}\int e^{ix\xi }{\frac {1}{P(\xi )}}{\hat {f}}(\xi )d\xi }.
Na obten deste resultado as seguintes condições foram observadas:
1. {\displaystyle P(D)} é um operador diferencial linear com coeficientes constantes,
2. seu símbolo {\displaystyle P(\xi )} não é nulo,
3. a transformada de Fourier de u e f é definida.

A última condição pode ser enfraquecida utilizando a Teoria das distribuições. As duas primeiras condições podem ser enfraquecidas como segue. Na última fórmula substitui-se a transformada de Fourier de f:
{\displaystyle u(x)={\frac {1}{(2\pi )^{n}}}\int \int e^{i(x-y)\xi }{\frac {1}{P(\xi )}}f(y)dyd\xi }.
Isto é semelhante à formula (1), só que aqui {\displaystyle {\frac {1}{P(\xi )}}} não é um polinômio, e sim uma função generalizada.

## Definição formal

### Classe de símbolos
Se {\displaystyle P(x,\xi )} é uma função infinitamente diferenciável sobre
{\displaystyle \mathbb {R} ^{n}\times \mathbb {R} ^{n}} com
{\displaystyle |\partial _{\xi }^{\alpha }\partial _{x}^{\beta }P(x,\xi )|\leq C_{\alpha ,\beta }\,(1+|\xi |)^{m-|\alpha |}}
para todo {\displaystyle x,\xi }, todo multi-índice {\displaystyle \alpha ,\beta }, uma constante
{\displaystyle C_{\alpha ,\beta }} e números reais m, então P pertence à classe de símbolos {\displaystyle S_{1,0}^{m}}.

### Operadores pseudo-diferenciais
Seja P uma função infinitamente diferenciável da classe de símbolos {\displaystyle S_{1,0}^{m}}. Um operador pseudo-diferencial de ordem m é definido por
{\displaystyle P(x,D)u(x)={\frac {1}{(2\pi )^{n}}}\int _{\mathbb {R} ^{n}}\int _{\mathbb {R} ^{n}}e^{i(x-y)\xi }P(x,\xi )u(y)dyd\xi .}
O conjunto dos operadores pseudo-diferenciais de ordem m é denotado por {\displaystyle \Psi _{1,0}^{m}}.